# ۸۵۱ (قمری)
۸۵۱ (قمری)، هشتصد و پنجاه و یکمین سال در گاهشماری هجری قمری است. اول محرم این سال برابر با بیست و هشتم مارس سال ۱۴۴۷ میلادی است.

## زادگان
- ربیع‌الاول - جلال‌الدین بن هبةالله،قاضی، فقیه و شاعر شامی.

## وابسته
- عبیدالله احرار
- وطاسیان
- شیخ جنید